# 96式40mm自動てき弾銃
96式40mm自動てき弾銃（きゅうろくしき40ミリじどうてきだんじゅう）は、陸上自衛隊で使用されている自動擲弾発射器である。

## 特徴
豊和工業が製作した本自動擲弾銃は1996年から配備が開始され、12.7mm重機関銃M2と共に96式装輪装甲車に搭載される武装の一つである。96式40mm自動てき弾銃は普通科部隊の車両、12.7mm重機関銃M2は機甲科および中央即応集団の車両に搭載されている。
必要に応じて三脚架に取り付け、地上に設置して運用することも可能。ベルトリンク式給弾を採用し、単射・連射の機能を持つ。自動再装填の際は、遊底ではなく銃身を前後させ、装填するブローフォワード方式が取られている。
弾薬は銃身左側の弾倉より供給される。使用弾種はダイキン工業製の40mm×56「40mm対人対軽装甲てき弾」（弾薬全長112mm重量371g）であり、成形炸薬の多目的榴弾となっている。ほかに「40mm演習てき弾」も用意されている。陸上自衛隊で運用される水陸両用車AAV7が装備するMk19オートマチックグレネードの40x53mmとの互換性は無い。
平成23年度富士総合火力演習ではダットサイトが追加されたタイプが登場した。
|                   | 96式         | Mk 19        | Mk 47        | H&K GMW  | Y3 AGL       | LAG 40   | 大宇 K4  | AGS-30   | AGS-40                |
| ----------------- | ------------ | ------------ | ------------ | -------- | ------------ | -------- | -------- | -------- | --------------------- |
| 画像              |              |              |              |          |              |          |          |          |                       |
| 使用弾薬          | 40x56mm      | 40x53mm      | 40x53mm      | 40x53mm  | 40x53mm      | 40x53mm  | 40x53mm  | 30x29mmB | 40mmケースレス (7P39) |
| 重量 （本体のみ） | 24.5kg       | 32.92kg      | 18.0kg       | 18.0kg   | 32.0kg       | 34.4kg   | 16.0kg   | 不明     | 29.0kg                |
| 銃身長            | 454mm        | 413mm        | 610mm        | 577mm    | 300mm        | 415mm    | 412mm    | 不明     | 290mm                 |
| 全長              | 975mm        | 1,095mm      | 940mm        | 1,090mm  | 844mm        | 960mm    | 1,094mm  | 不明     | 1,100mm               |
| 発射速度          | 250-350発/分 | 325-375発/分 | 225-300発/分 | 340発/分 | 280-320発/分 | 215発/分 | 350発/分 | 400発/分 | 400発/分              |
| 最大射程          | 2,200m       | 2,200m       | 2,200m       | 2,200m   | 2,200m       | 2,200m   | 2,200m   | 1,700m   | 2,500m                |

## 登場作品

### 漫画
『ゲート 自衛隊 彼の地にて、斯く戦えり』
陸上自衛隊が、銀座に現れた異世界の軍勢に対して使用する。
『自衛隊超法規201X』
在韓邦人救出のために韓国へ派遣された陸上自衛隊隊員が、96式装輪装甲車に搭載されていたものを韓国に侵攻した北朝鮮軍に対して使用する。
『続・戦国自衛隊』
戦国時代にタイムスリップした自衛隊の装備として登場。96式装輪装甲車に搭載してだけでなく、地上に設置しても使用される。

### 小説
『海の底』
陸上自衛隊のものが登場。横須賀市に出現したレガリスの掃討作戦に投入された。